# Dolní Studénky
Dolní Studénky (niem. Schönbrunn) – gmina w Czechach, w powiecie Šumperk, w kraju ołomunieckim. Według danych z 2021 r. liczyła 1314 mieszkańców.
Dzieli się na dwie części:
- Dolní Studénky
- Králec